# Rechov (mošav)
Rechov (hebrejsky רחוב, anglicky Rehov) je vesnice typu mošav v Izraeli, v Severním distriktu, v Oblastní radě Emek ha-Ma'ajanot.

## Geografie
Leží v nadmořské výšce 126 metrů pod mořskou hladinou v intenzivně zemědělsky využívaném Bejtše'anském údolí, které je součástí Jordánského údolí. V okolí obce se nacházejí četné vydatné prameny, ale původní vádí protékající údolím byla většinou kvůli zemědělskému hospodaření svedena do umělých vodotečí. Údolí je rovinaté, s rozsáhlými plochami umělých vodních nádrží a zemědělských pozemků. Člení ho jen nevelké pahorky, většinou lidského původu coby stopy dávného osídlení jako Tel Rechov jižně odtud (viz níže) nebo Tel Te'omim a Tel Nufar jižně od mošavu. Zhruba 3 kilometry na západ od vesnice se terén prudce zvedá do svahů pohoří Gilboa s horou Har Avinadav (440 m n. m.).
Vesnice je situována 30 kilometrů jižně od Galilejského jezera, 4 kilometry západně od Jordánu, cca 5 kilometrů jižně od města Bejt Še'an, cca 80 kilometrů severovýchodně od centra Tel Avivu a cca 62 kilometrů jihovýchodně od centra Haify. Rechov obývají Židé, přičemž osídlení v tomto regionu je ryze židovské. Rechov tvoří společně s mošavy Revaja a Sdej Trumot a se společnou osadou Tel Te'omim aglomeraci vzájemně propojených zemědělských vesnic zvaných Jišuvej Bikura (ישובי ביכורה).
Rechov je na dopravní síť napojen pomocí severojižního tahu dálnice číslo 90.

## Dějiny
Rechov byl založen v roce 1951. Zakladateli obce byli židovští přistěhovalci z Kurdistánu a Maroka. Původně byla pracovně nazývána Farvana (פ'רונה) nebo Farvana Alef.
Vesnice navazuje na stejnojmenné starověké město Rechov, jehož sídelní tel se rozkládá v blízkosti nynějšího mošavu na pahorku Tel Rechov. Byly zde objeveny pozůstatky synagogy z dob Talmudu a Mišny. Poblíž telu se do roku 1948 nacházela arabská vesnice Farwana, která rovněž navazovala na starověký Rechov. Ta měla roku 1931 286 obyvatel a 72 domů. V květnu 1948, během Operace Gideon, v počáteční fázi války za nezávislost, byla dobyta izraelskými silami a místní arabské obyvatelstvo uprchlo do Jordánska. Zástavba ve Farwana byla pak zničena.
Židovská vesnice Rechov založená zde roku 1951 se zpočátku potýkala s ekonomickými potíži. V současnosti je hospodářství mošavu založeno na intenzivním zemědělství, včetně skleníkových komplexů. 60 zdejších rodin má zemědělské soukromé farmy, z nichž každá má výměru cca 40 dunamů (4 hektary). Zbylá část obyvatel za prací dojíždí do okolních obcí, zejména do Bejt Še'anu.
Zařízení předškolní péče o děti a základní škola se nacházejí v komplexu Bikura (ביכורה) na jižním okraji obce. V komplexu Bikura jsou i další veřejné služby a instituce, které využívají obyvatelé okolního bloku vesnic, jako plavecký bazén a sportovní areály, obchod a knihovna.

## Demografie
Obyvatelstvo mošavu Rechov je smíšené ,tedy sekulární i nábožensky orientované. Podle údajů z roku 2014 tvořili naprostou většinu obyvatel v Rechov Židé (včetně statistické kategorie „ostatní“, která zahrnuje nearabské obyvatele židovského původu ale bez formální příslušnosti k židovskému náboženství). Obec je rozdělená dálnicí číslo 90 na dvě poloviny, které mají i odlišnou strukturu populace. V západní polovině žijí potomci marockých Židů, ve východní Židé z Kurdistánu.
Jde o menší sídlo vesnického typu s dlouhodobě mírně rostoucí populací. K 31. prosinci 2014 zde žilo 354 lidí. Během roku 2014 populace stoupla o 1,4 %.
| Rok            | 1961 | 1972 | 1983 | 1995 | 2001 | 2003 | 2004 | 2005 | 2006 | 2007 | 2008 | 2009 | 2010 | 2011 | 2012 | 2013 | 2014 |
| -------------- | ---- | ---- | ---- | ---- | ---- | ---- | ---- | ---- | ---- | ---- | ---- | ---- | ---- | ---- | ---- | ---- | ---- |
| Počet obyvatel | 325  | 362  | 300  | 286  | 292  | 289  | 308  | 303  | 329  | 329  | 325  | 351  | 350  | 340  | 336  | 349  | 354  |